# 八ヶ岳コミュニティ放送
特定非営利活動法人八ヶ岳コミュニティ放送は、山梨県北杜市、韮崎市及び長野県諏訪郡富士見町の各一部地域を放送区域として超短波放送（FM放送）を営む特定地上基幹放送事業者である。
エフエム八ヶ岳の愛称でコミュニティ放送を行っている。

## 概要
2006年（平成18年）開局。可聴範囲は北杜市、韮崎市、甲斐市の3市と南アルプス市、富士見町の一部。免許人は特定非営利活動法人（NPO法人）たる八ヶ岳コミュニティ放送であるが、事業・経営面を支援する株式会社エフエム八ヶ岳が別に設立されている。
両社の事務所・スタジオ（演奏所）は、ラジオヴィラと名づけられた一軒家風の施設に入居している。当初送信所も同居していたが、後に韮崎市穴山町のテレビ山梨の中継所用地に移転した。インターネット配信はJCBAインターネットサイマルラジオによる。
2015年（平成27年）1月現在、放送時間が1時間を超えるレギュラー番組を制作していない。

## 沿革
- 2005年（平成17年）
  - 5月20日 - 特定非営利活動法人八ヶ岳コミュニティ放送設立の認証。
  - 11月 - 株式会社エフエム八ヶ岳を設立。
- 2006年（平成18年）
  - 4月7日 - 放送局（現・特定地上基幹放送局）の予備免許取得[2]。
  - 9月1日 - 放送局の免許取得[3]。
  - 10月1日 - 開局。
- 2013年（平成25年）5月31日 - 送信所を移転。放送区域が拡大し、北杜市須玉町、同高根町及び甲斐市と甲府市方面で受信可能となり、区域内世帯数は18342世帯から36148世帯へとほぼ倍増した[4]。
- 2018年（平成30年）8月1日 - JCBAインターネットサイマルラジオによるインターネット配信を開始[5]。

## 自社制作番組
なお、下記番組の多くは最新放送回から過去2ヶ月分をアーカイブスとして配信している。

### 平日
- 過去放送のアーカイブス（8:30 - 8:55・11:45 - 12:00／（再放送）3:00 - 3:15）
- 石井健一の「ハッピークローバー」（11:00 - 11:45／（再放送）14:00 - 14:45、4:00 - 4:45）
- デイ・イン・ライフ
- Waniスタ・ランチタイム（月・水曜12:00 - 12:30／（再放送）18:00 - 18:30） - 韮崎市民交流センターのサテライトスタジオ「WaniWani」から生放送。
- ニーラ韮崎 すまいるニコリ（火曜12:00 - 12:30／（再放送）18:00 - 18:30） - 韮崎市役所の番組。
- 馬の街でギャロップ（木曜10:30 - 10:55／（再放送）18:00 - 18:30・3:30 - 4:00）
- 羽ばたけ!ムーちゃん（木曜12:15 - 12:30／（再放送）18:15 - 18:30）

### 土・日曜
- 宇佐神牧師の目からウロコ（9:00 - 9:55） - キリスト教番組（宗教番組）

- アートカフェ・ブルーテラス（11:00 - 11:30）
- ペット日和（11:30 - 11:45）
- マジョとぐるっとブックス（12:00 - 12:30）
- 中田薫とほどほど漢方（12:30 - 12:45）
- 渡辺桂子のグッドライフ漢方（12:45 - 13:00）
- 山梨トップファン 〜地元をもっと楽しく!（13:00 - 13:30） - 2022年4月からミュージックバードを通じて全国のコミュニティFMで2023年9月まで放送されている（毎週水曜深夜1:30〜2:00）。

- 喜多san's BAR（18:00 - 18:30） - 2021年4月から1年間にわたり、ミュージックバードを通じて全国のコミュニティFMでも放送されていた。
- メンタルヘルスケア〜心と身体の健康をあなたに（18:30 - 18:45）